# Транзиция

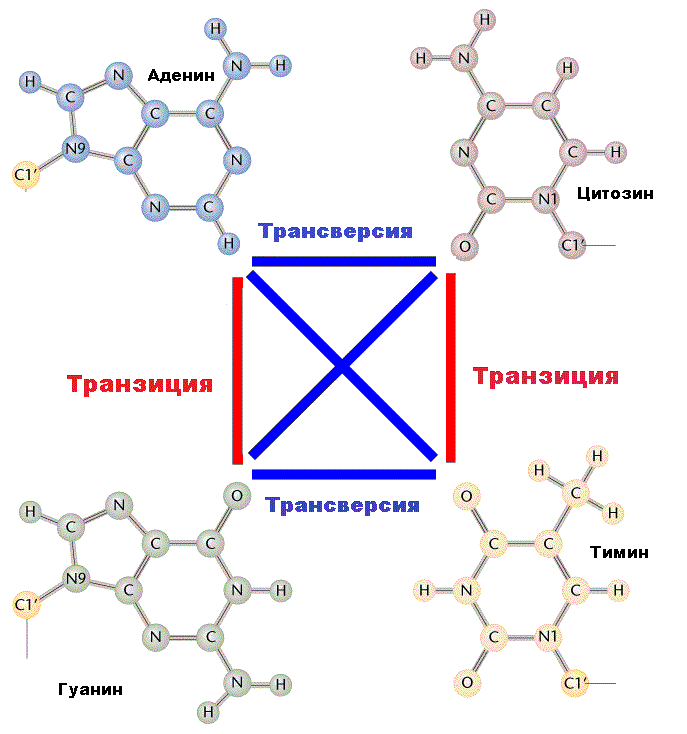
Транзиция и трансверсия

Транзиция (от лат. transitus — переход, прохождение) — один из видов точечной (точковой) мутации, состоящая в замене азотистого основания в молекуле ДНК или РНК. При транзиции одно пуриновое основание заменяется на другое (аденин на гуанин, или наоборот), или одно пиримидиновое основание на другое (урацил или тимин на цитозин, или наоборот). Транзиции происходят чаще, чем трансверсии.
Термин предложен Э. Фрисом в 1959 году.